# Fort Thomas
Fort Thomas és una població dels Estats Units a l'estat de Kentucky. Segons el cens del 2000 tenia 16.495 habitants.

## Demografia
Segons el cens del 2000, Fort Thomas tenia 16.495 habitants, 6.742 habitatges, i 4.335 famílies. La densitat de població era de 1.123,2 habitants/km².
Dels 6.742 habitatges en un 32% hi vivien nens de menys de 18 anys, en un 51,6% hi vivien parelles casades, en un 9,4% dones solteres, i en un 35,7% no eren unitats familiars. En el 31,1% dels habitatges hi vivien persones soles l'11,7% de les quals corresponia a persones de 65 anys o més que vivien soles. El nombre mitjà de persones vivint en cada habitatge era de 2,39 i el nombre mitjà de persones que vivien en cada família era de 3,04.
Per edats la població es repartia de la següent manera: un 25% tenia menys de 18 anys, un 7,8% entre 18 i 24, un 29,1% entre 25 i 44, un 22,3% de 45 a 60 i un 15,8% 65 anys o més.
L'edat mediana era de 38 anys. Per cada 100 dones de 18 o més anys hi havia 84,5 homes.
La renda mediana per habitatge era de 49.575 $ i la renda mediana per família de 63.006$. Els homes tenien una renda mediana de 43.733$ mentre que les dones 30.209$. La renda per capita de la població era de 26.657$. Entorn del 2,8% de les famílies i el 4,8% de la població estaven per davall del llindar de pobresa.

## Poblacions més properes
El següent diagrama mostra les poblacions més properes.